# Romain Lagarde
Romain Lagarde (* 5. März 1997 in Lorient) ist ein französischer Handballspieler, der beim französischen Verein HBC Nantes unter Vertrag steht. Im September 2021 wurde ihm für den Gewinn der Goldmedaille mit der französischen Nationalmannschaft bei den Olympischen Spielen in Tokio der Ritterorden der Französischen Ehrenlegion verliehen.

## Karriere
Romain Lagarde wechselte im Jahre 2014 von Lanester HB zum HBC Nantes. Dort unterschrieb er zwei Jahre später seinen ersten Profivertrag. Ab der Saison 2019/20 stand er bei dem deutschen Bundesligisten Rhein-Neckar Löwen unter Vertrag. Im Sommer 2021 wechselte er zum französischen Erstligisten Pays d’Aix UC. Im Sommer 2025 kehrte er zum HBC Nantes zurück.
Lagarde gehörte anfangs dem Kader der französischen Jugend- sowie Junioren-Nationalmannschaft an. Mit diesen Auswahlmannschaften gewann er die Goldmedaille bei der U-18-Europameisterschaft 2014, die Goldmedaille bei der U-19-Weltmeisterschaft 2015, die Bronzemedaille bei der U-20-Europameisterschaft 2016 sowie die Bronzemedaille bei der U-21-Weltmeisterschaft 2017. Mittlerweile gehört er dem Kader der französischen Nationalmannschaft an. Bei der Europameisterschaft 2018 sowie bei der Weltmeisterschaft 2019 gewann er jeweils die Bronzemedaille. Mit Frankreich gewann er bei den Olympischen Spielen in Tokio die Goldmedaille. Dabei ersetzte er nach der Vorrunde den verletzten Timothey N’Guessan. Bei der Weltmeisterschaft 2023 gewann er mit Frankreich die Silbermedaille. Bei der Weltmeisterschaft 2025, bei der Frankreich Bronze gewann, wurde er in zwei Partien eingesetzt und warf drei Tore.